# Sparassinae

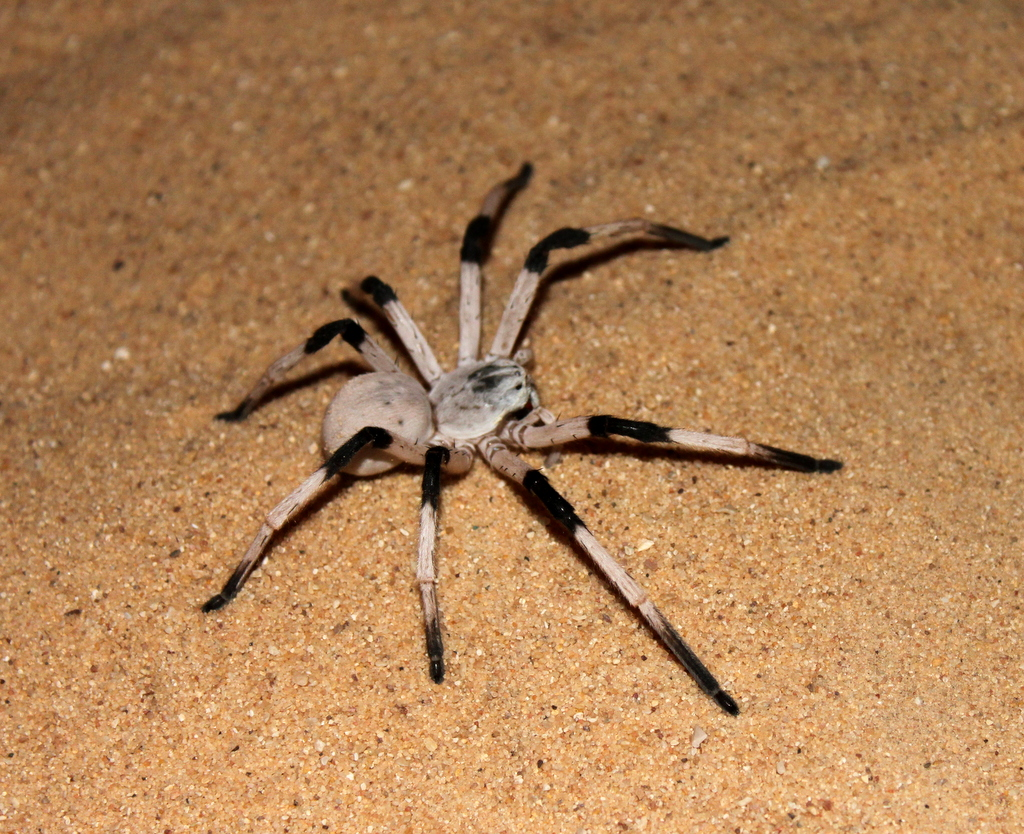
Cerbalus aravaensis

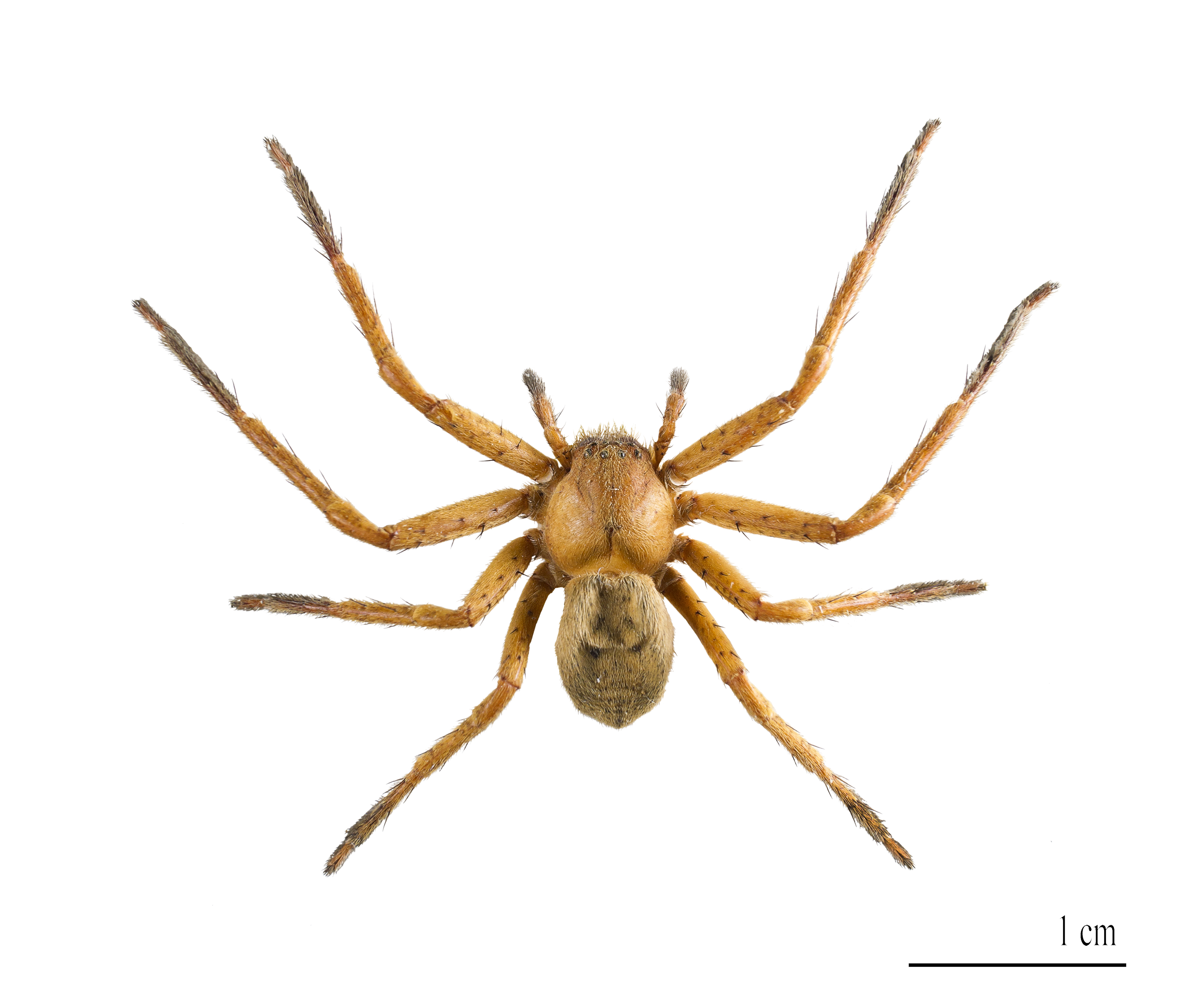
Olios argelasius

Sparassinae – podrodzina pająków z infrarzędu Araneomorphae i rodziny spachaczowatych.

## Morfologia
Pająki te mają na prosomie ośmioro oczu rozmieszczonych w dwóch rzędach. Oczy w rzędzie tylnym są zwykle równych rozmiarów i oddalone na równe odległości. W widoku grzbietowym oczy pary tylno-środkowej leżą na tej samej wysokości co oczy pary tylno-bocznej lub leżą nieco bardziej z tyłu od nich. Wyjątkiem są rodzaje Cebrennus i Cerbalus u których oczy pary tylno-bocznej leżą znacznie bardziej z tyłu niż pary tylno-środkowej. Szczękoczułki mają dwa zęby na przedniej krawędzi bruzdy i od trzech do sześciu zębów na jej krawędzi tylnej, natomiast brak jest ząbków intermarginalnych na dnie bruzdy. Pazurki na nogogłaszczkach samic są krótsze niż na odnóżach i zaopatrzone w krótsze niż u Heteropodinae, niezakrzywione ząbki.  Wszystkie nadstopia mają po grzbietowej stronie części odsiebnej błonę trójpłatową o haczyku środkowym nachodzącym na płaty boczne.

## Taksonomia
Jako pierwszy takson rangi ponarodzajowej od rodzaju Sprarssus (synonim Micrommata) utworzył w 1873 roku Tamerlan Thorell. W 1897 roku Eugène Simon wyróżnił omawiany takson jako grupę Sparasseae w podrodzinie spachaczowatych w obrębie rodziny aksamitnikowatych. Spachaczowate do rangi rodziny, a Sparasseae do rangi podrodziny Sparassinae wyniósł w latach 1912–1914 Toivo Henrik Järvi. Monofiletyzmu Sparassinae nie wsparły molekularne analizy filogenetyczne Majida Moradmanda, Axela L. Schönhofera i Petera Jägera z 2014 roku.
Do podrodziny tej należą rodzaje:
- Adcatomus Karsch, 1880
- Cebrennus Simon, 1880
- Cerbalus Simon, 1897
- Curicaberis Rheims, 2015
- Macrinus Simon, 1887
- Micrommata Latreille, 1804
- Nolavia Kammerer, 2006
- Olios Walckenaer, 1837
- Polybetes Simon, 1897
- Quemedice Mello-Leitão, 1942
- Sivalicus Dyal, 1957
- Vindullus Simon, 1880